# Салчито
Салчѝто (на италиански: Salcito) е село и община в Южна Италия, провинция Кампобасо, регион Молизе. Разположено е на 678 m надморска височина. Населението на общината е 695 души (към 2010 г.).